# Cesare Emiliani
Cesare Emiliani (Bologna, 8 dicembre 1922 – Palm Beach Gardens, 20 luglio 1995) è stato un geologo italiano naturalizzato statunitense.
È considerato uno dei più grandi geologi e micropaleontologi del ventesimo secolo e fondatore della paleoceanografia, sviluppatore della stratigrafia isotopica marina che permette di determinare la temperatura del mare nelle epoche passate.

## Biografia
Cesare Emiliani nacque a Bologna, dove si laureò in geologia, specializzandosi in micropaleontologia nel 1945. Dopo aver lavorato circa un paio d'anni presso la Società Idrocarburi Nazionale, lascia l'Italia per l'Università di Chicago che gli aveva offerto una borsa di studio nel 1948. Nel 1955 il Journal of Geology pubblicò un suo articolo intitolato "Pleistocene Temperatures" che presentava le sue ricerche sulle temperature degli oceani durante i periodi glaciali. Stabilì che le ere glaciali dell'ultimo milione e mezzo di anni sono stati un fenomeno ciclico, dando forte supporto all'ipotesi di Milankovitch, e rivoluzionando le idee relative alla storia della relazione tra gli oceani e le glaciazioni.
Durante quegli anni Emiliani lavorò anche con Harold Urey e Enrico Fermi, che si trovavano all'Università di Chicago come lui. Nonostante la sua mente brillante, nel 1967 Nicholas John Shackleton dimostrò che il metodo utilizzato da Emiliani per misurare le temperature dell'acque in base al rapporto istotopico dell'ossigeno era sbagliato. Ma la sua intuizione fu così rivoluzionaria che gli stadi isotopici di Emiliani sono usati ancora oggi per la cronologia geochimica.
Dal 1957 fino al 1993 Emiliani lavorò all'Università di Miami dedicandosi al carotaggio dei fondali oceanici. Morì in Florida il 20 luglio 1995, all'età di 72 anni.
Negli ultimi anni di vita, si dedicò alla promozione del calendario olocenico ed alla divulgazione scientifica.

## Opere
- Emiliani, Cesare. (1992). Planet Earth: Cosmology, Geology, & the Evolution of Life & the Environment. Cambridge University Press. (Paperback Edition ISBN 0-521-40949-7)
- Emiliani, Cesare. (1993). Dictionary of Physical Sciences. Oxford University Press. (Paperback Edition ISBN 0-19-503652-2)
- Emiliani, Cesare. (1995). The Scientific Companion: Exploring the Physical World with Facts, Figures, and Formulas (Wiley Popular Science) (2nd Edition). Wiley. (Paperback Edition ISBN 0-471-13324-8)

## Premi e riconoscimenti
- La American Geophysical Union (AGU) ha creato una Lecture annuale, a cui si può partecipare esclusivamente su invito, in onore di Cesare Emiliani.[4]
- Swedish Vega Medal.[5]
- Alexander Agassiz Medal of the United States National Academy of Science (1989).[6]
- Laurea ad Honorem in Scienze Ambientali conferita dall'Università di Bologna nel giugno del 1995, assieme ad Ernst Mayr, padre della Nuova Sintesi dell'Evoluzione.